# Glinziger Teich- und Wiesengebiet
Das Naturschutzgebiet Glinziger Teich- und Wiesengebiet liegt auf dem Gebiet der Gemeinde Kolkwitz im Landkreis Spree-Neiße in Brandenburg.
Das Gebiet mit der Kenn-Nummer 1455 wurde mit Verordnung vom 27. November 2012 unter Naturschutz gestellt. Das rund 288 ha große Naturschutzgebiet erstreckt sich nördlich und östlich von Glinzig und südlich von Dahlitz – beide Ortsteile von Kolkwitz. Durch das Gebiet mit dem Ober- und Unterteich verläuft die Landesstraße L 49. Westlich davon verläuft die L 512 und südwestlich die A 15.

## Bedeutung
Das Naturschutzgebiet ist „geprägt durch die Vielzahl der Teiche, Kleingewässer und Gräben mit reicher und weitgehend intakter Naturausstattung.“